# Gmina Łagiewniki
Gmina Łagiewniki je polská vesnická gmina v okrese Dzierżoniów v Dolnoslezském vojvodství. Sídlem gminy je obec Łagiewniki. V roce 2021 zde žilo 7 413 obyvatel.
Gmina má rozlohu 124,8 km² a zabírá 26 % rozlohy okresu. Skládá se z 13 starostenství.

## Části gminy
Starostenství
Jaźwina, Ligota Wielka, Łagiewniki, Młynica, Oleszna, Przystronie, Radzików, Ratajno, Sieniawka, Sienice, Słupice, Sokolniki, Trzebnik
Sídla bez statusu starostenstvíDomaszów, Janczowice, Kuchary, Mniowice, Uliczno